# دورک (بشارت)
دورک یک منطقهٔ مسکونی در ایران است که در دهستان پیشکوه ذلقی واقع شده‌است.